# Modżtaba Mirzadżanpur

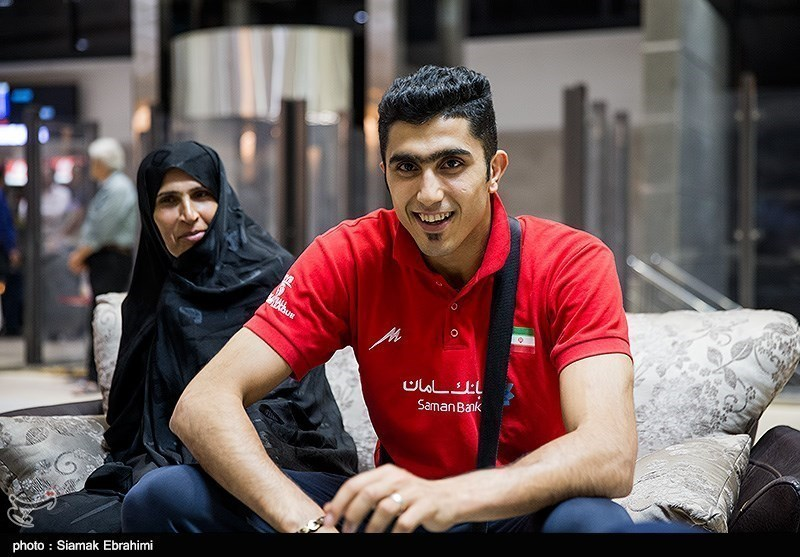
Modżtaba Mirzadżanpur

Modżtaba Mirzadżanpur (pers. مجتبی میرزاجانپور; ur. 7 października 1991 w Babolu) – irański siatkarz, reprezentant kraju, grający na pozycji przyjmującego. 

## Sukcesy klubowe
Klubowe Mistrzostwa Świata:
- 2010

Mistrzostwo Iranu:
- 2011, 2014, 2015, 2018
- 2013, 2016
- 2017

Klubowe Mistrzostwa Azji:
- 2011, 2014, 2024[2]
- 2015

## Sukcesy reprezentacyjne
Mistrzostwa Świata Kadetów:
- 2009

Igrzyska Azjatyckie:
- 2014

Puchar Wielkich Mistrzów:
- 2017